# Paulo Orosio
Paulo Orosio (en latín, Paulus Orosius) (¿Braga, provincia de Gallaecia?, c. 383-¿?, c. 420) fue un sacerdote, historiador y teólogo hispano, posiblemente natural de Bracara Augusta (lo que hoy se conoce como Braga, Portugal). Aunque hay algunos interrogantes sobre su biografía, como la fecha exacta de nacimiento, se sabe que fue una figura de gran prestigio desde el punto de vista cultural, dado que tuvo contacto con las grandes personalidades de su época, como Agustín de Hipona o Jerónimo de Estridón. Para relacionarse con ellos viajó por ciudades de la costa meridional del mar Mediterráneo, como Hipona o Alejandría.
Dichos viajes determinaron su vida y su producción intelectual. Con san Agustín no solo conversó sobre temas teológicos, sino que pudo colaborar con él en la elaboración de la obra La ciudad de Dios. Además, este lo eligió en 415 para viajar a Palestina e intercambiar información con otros autores, lo que también le permitió participar en un concilio en Jerusalén y, de vuelta, portar las reliquias de san Esteban. Finalmente, su fecha de fallecimiento tampoco se sabe con exactitud, aunque, en cualquier caso, no parece posterior a 423.
A lo largo de su vida escribió tres obras, de entre las cuales sobresale la llamada Historiarum adversus paganos libri septem. Se trata de uno de los libros con más repercusión de la historiografía en el paso de la Edad Antigua a la Edad Media, así como de la hispana de todos los tiempos. Además, es el escrito en el que el autor pone de manifiesto su metodología histórica. Es básicamente una narración histórica desde los primeros tiempos hasta el momento en el que vive, aunque dando un papel preeminente a los pueblos paganos.
Paulo Orosio fue una figura altamente influyente tanto desde el punto de vista divulgativo (Historiæ adversus paganos fue una de las principales obras utilizadas hasta el Renacimiento para estudiar la Antigüedad) como historiográfico (su metodología histórica tuvo gran repercusión en historiadores posteriores).

## Interrogantes sobre su figura

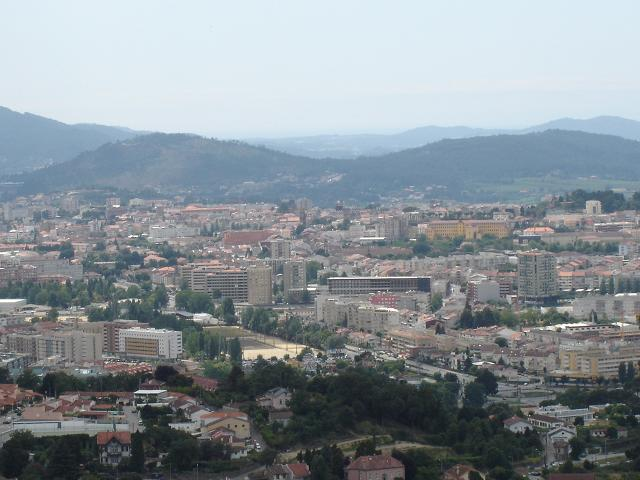
Panorámica de Braga en la actualidad, el más que presumible lugar de origen del autor.

### Viaje a África

Mapa esquemático con todos los viajes de Paulo Orosio.

## Obras

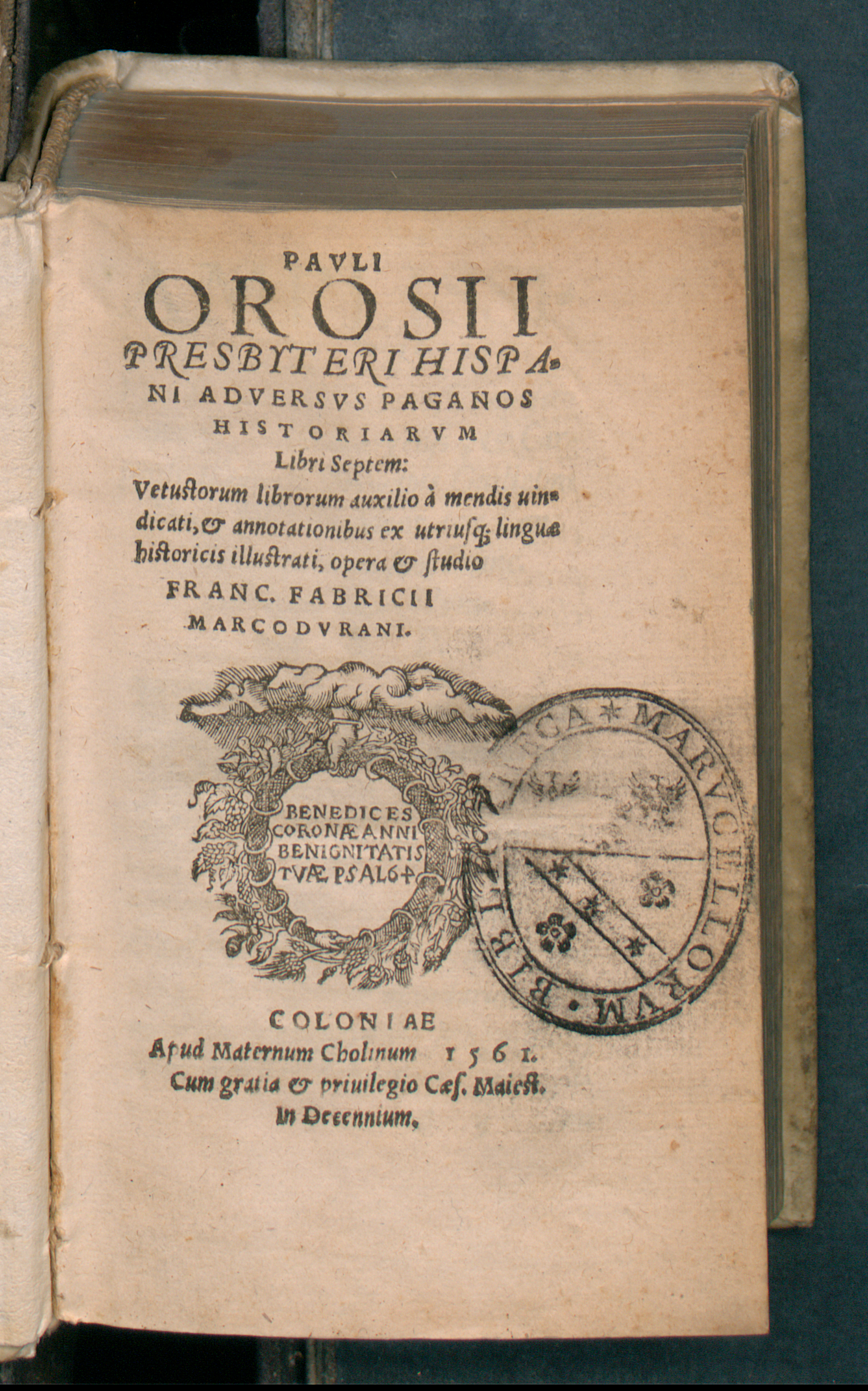
Historiae adversus paganos, 1561

### Commonitorium y Liber apologeticus

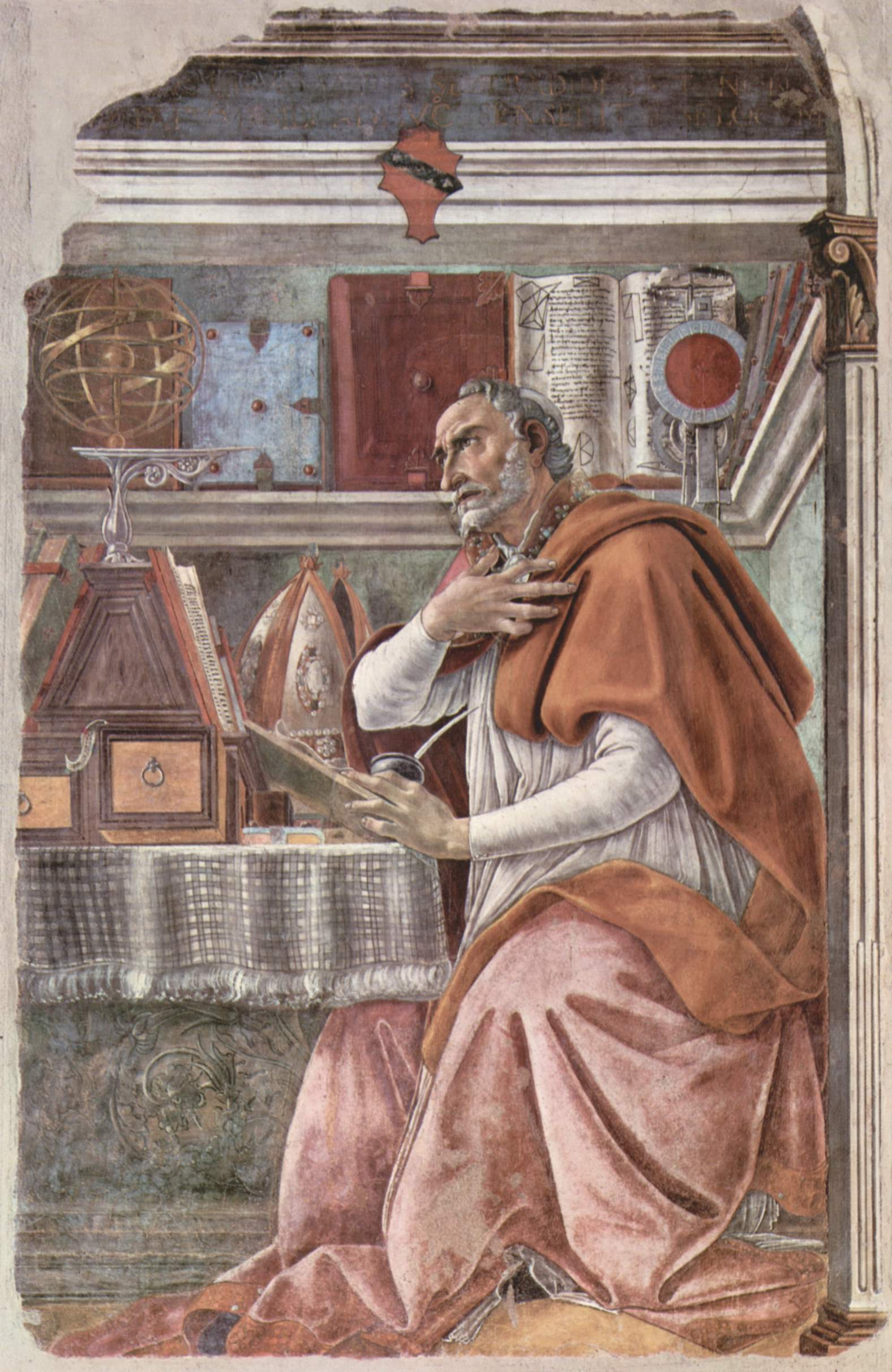
El Commonitorium y las Historias responden, al menos en origen, a la influencia directa que san Agustín ejerció sobre Orosio.

### Historiæ adversus paganos

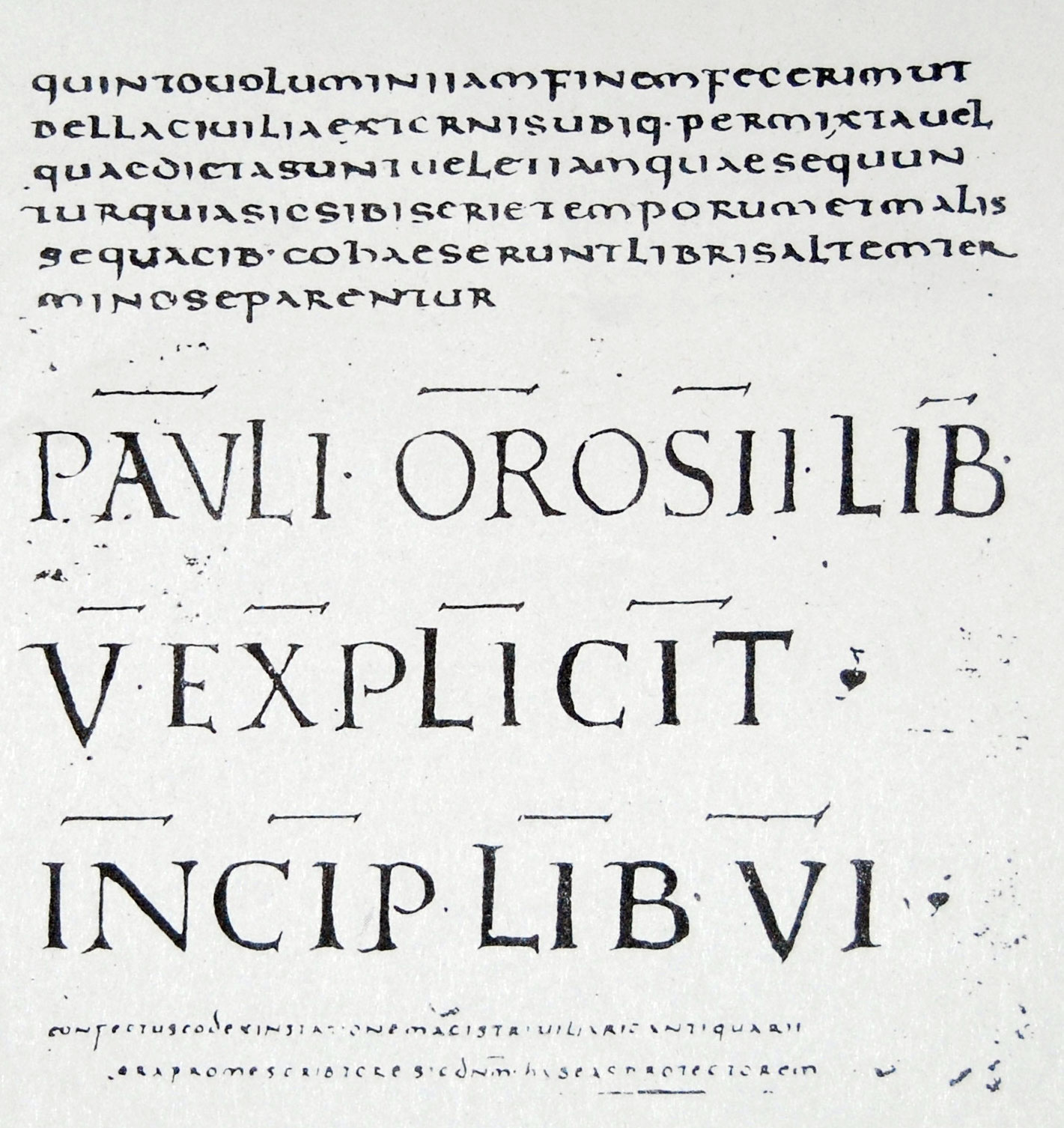
Lámina de un códice de las Historias de Orosio. Este se conserva en Florencia.

### Importancia de la geografía

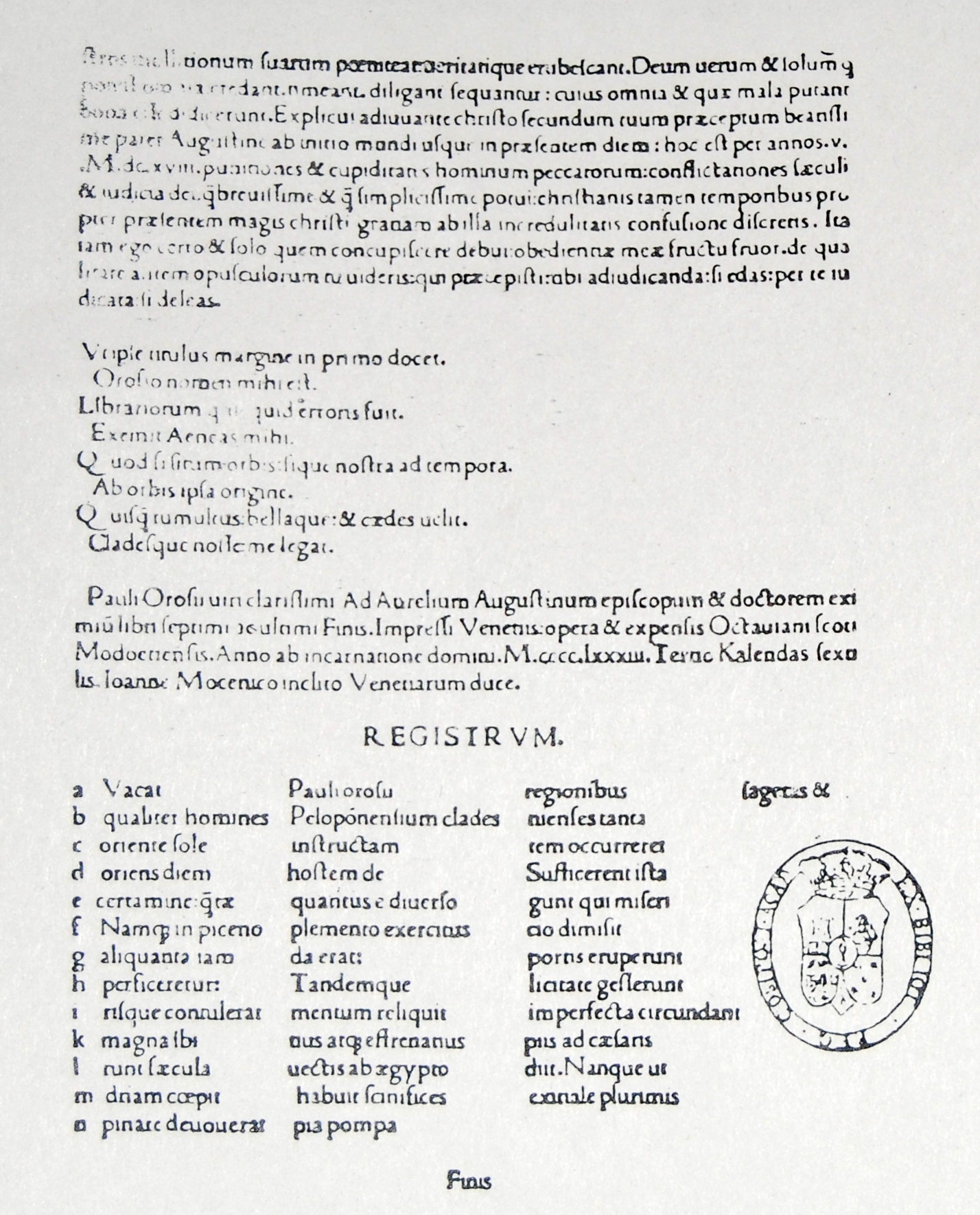
Colofón de un incunable de las Historiæ adversus paganos de Paulo Orosio, uno de los libros más copiados del Medievo.